# Mission impossible (jeu vidéo, 2000)
Mission impossible est un jeu vidéo d'action développé par Rebellion Developments et édité par Infogrames, sorti en 2000 sur Game Boy Color.

## Accueil
- AllGame : 2/5[1]
- GameSpot : 5,2/10[2]
- IGN : 4/10[3]
- Jeuxvideo.com : 12/20[4]
- Nintendo Power : 6,9/10[5]